# 스콧 애드킨스
스콧 애드킨스(Scott Adkins, 1976년 6월 17일 ~ )는 잉글랜드의 배우이다.

## 작품 목록
- 헤라클레스: 레전드 비긴즈 - 암파트리온 역
- 클로즈 레인지 - 콜튼 맥레디 역
- 자헤드 3: 더 씨즈
- 닥터 스트레인지
- 어쌔신: 더 비기닝 - 빅터 역
- 분노의 전쟁 - 더 크레이지 원 역
- 테이큰 하드체이싱 - 네로 역
- 뎁트 콜렉터 2 - 프렌치 역
- 원샷
- 캐슬 폴스: 머니 게임
- 데이 시프트 - 디란 나자리안 역
- 테이크 커버 - 샘 로드 역
- 디아블로 - 크리스 체이니 역 (제작)